# ماريا بنغتسون (موسيقية)
ماريا بنغتسون هي موسيقية ومغنية ومغنية أوبرا سويدية، ولدت في 7 مايو 1975 في تريليبورج في السويد.

## وصلات خارجية
- الموقع الرسمي
- ماريا بنغتسون على موقع ميوزك برينز (الإنجليزية)
- ماريا بنغتسون على موقع أول ميوزيك (الإنجليزية)
- ماريا بنغتسون على موقع ديسكوغز (الإنجليزية)